# NGC 3517-1
NGC 3517-1 is een spiraalvormig sterrenstelsel in het sterrenbeeld Grote Beer. Het hemelobject werd op 8 april 1793 ontdekt door de Duits-Britse astronoom William Herschel. Het ligt in de buurt van NGC 3517-2.

## In de kom van deGrote steelpan
De stelsels NGC 3517-1 en NGC 3517-2 bevinden zich, vanaf de aarde gezien, schijnbaar net ten oosten van de betrekkelijk heldere ster Merak, de meest westelijke ster van het gemakkelijk waar te nemen asterisme Grote steelpan (Big dipper). Deze twee stelsels zijn ook de meest westelijke van alle sterrenstelsels binnen de rechthoek die de kom van de Grote steelpan uitbeeldt.

## Synoniemen
- UGC 6144
- MCG 10-16-55
- ZWG 291.27
- KCPG 266A
- IRAS11026+5647
- PGC 33526